# Johann Nepomuk Sauter
Johann Nepomuk Sauter-Huber (* 29. Juni 1766 auf der Insel Reichenau, Bodensee; † 30. November 1840 in Emmishofen, Kreuzlingen) war ein deutscher Chirurg.

## Leben
Johann Nepomuk Sauter stammte von der Insel Reichenau und war dort, nachdem er bei einem Wundarzt in die Lehre gegangen war, als Scherer tätig. 1788 war er als Landchirurg in Allensbach bei Konstanz und 1800 wurde er in Reichenau fürstlicher Landschaftsarzt. Er wurde später Chirurg und Medizinalrat in Kreuzlingen. Sauter veröffentlichte 1812 in Konstanz eine viel beachtete Schrift zur Behandlung von Knochenbrüchen. 1816 erwarb er das „Schloss Ebersberg“ in Kreuzlingen und baute es zu einer herrschaftlichen Villa um. Im Jahr 1822 führte er als Erster bei Gebärmutterkrebs eine Hysterektomie auf vaginalem Weg durch.

## Schriften
- Anweisung die Beinbrüche der Gliedmaße vorzüglich zu complicieren und den Schenkelbeinhalsbruch nach einer neuen, leichten, einfachen und wohlfeilen Methode ohne Schienen sicher und bequem zu heilen. Konstanz 1812. (Digitalisat)
  - Mathias Louis Mayor (Übersetzer). Instruction pour traiter, sans attelles, les fractures des extrémités, principalement celles qui sont compliquées, et celles du col du fémur, d’après la méthode inventée par M. Sauter: avec la description de nouveaux instrumens pour la ligature des polypes. Paris/Genf 1813; archive.org
- Die gänzliche Extirpation der carcinomatösen Gebärmutter: ohne selbst entstandenen oder künstlich bewirkten Vorfall vorgenommen und glücklich vollführt, mit näherer Anleitung, wie diese Operation gemacht werden kann. W. Wallis, Konstanz 1822; archive.org
  - Extirpation complète de l’utérus, pratiquée avec succès, sans qu’il existât préalablement une chute de cet organe; par J. Nép. Sauter, docteur, conseiller de médecine du Grand-Duc de Bade, etc. In: Archives générales de médecine. 1824, 1. Serie, No 5, Béchet jeune, Paris 1824, S. 613–621. (Digitalisat)
- Beschreibung der Mineral-Quelle zu Ueberlingen am Bodensee, ihrer großen heilkräftigen Wirkungen, und der neuen großartig vorgenommenen Erweiterungen und zweckmäßigen Einrichtungen der ganzen Anstalt. J. M. Bannhards Witwe, Konstanz 1836. (Digitalisat)
- Behandlung der Hundswuth in polizeilicher, prophylaktischer und therapeutischer Hinsicht. Konstanz 1838. (Digitalisat)
- Beschreibung des Bad- und Molkenkurorts Gonten im Kanton Appenzell Innerrhoden und gesammelte Erfahrungen von Krankheiten seit 8 Jahren. 2. Auflage. Stadler, Konstanz 1847. (Digitalisat)